# Chactemal

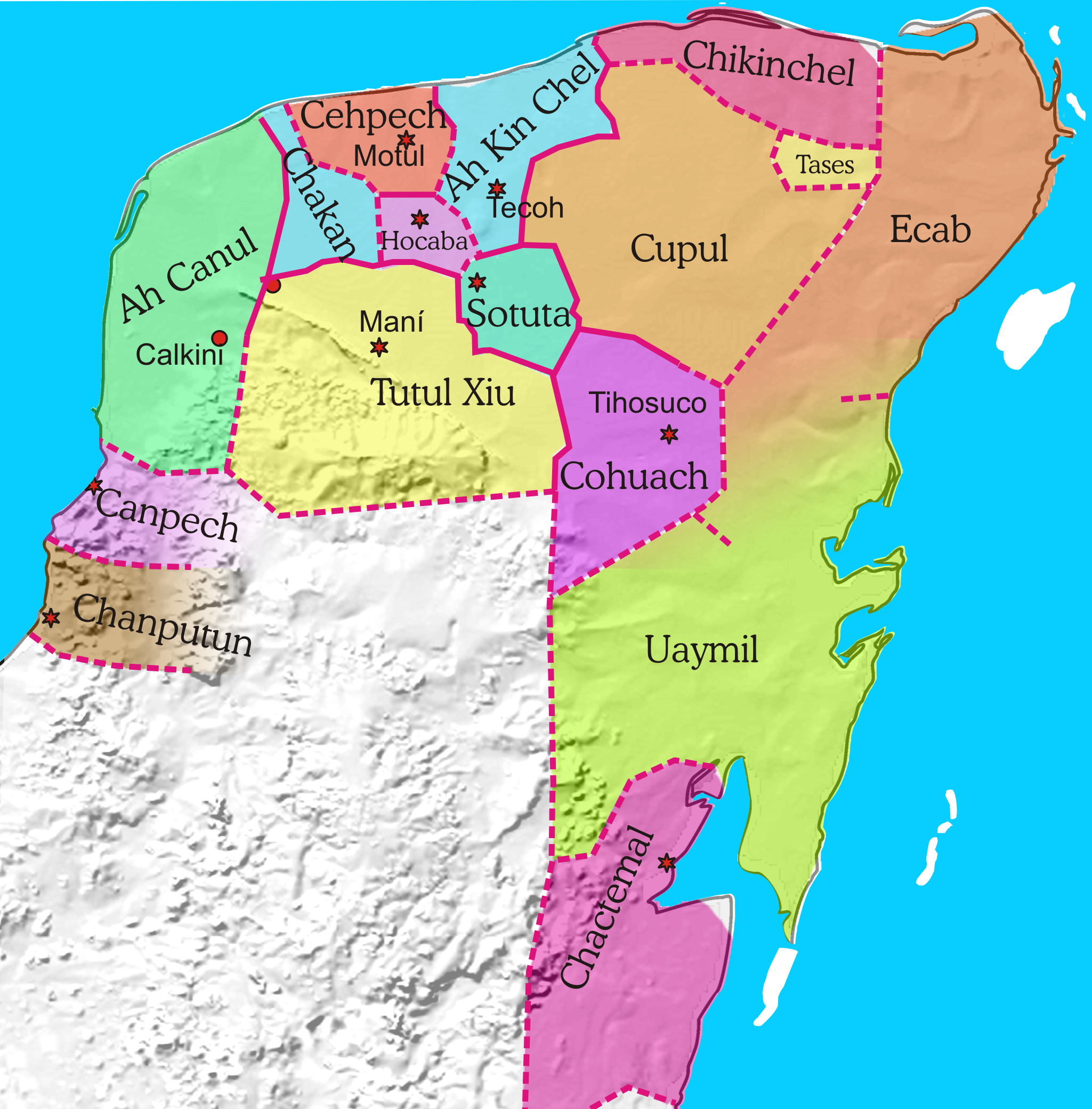
Politische Gliederung Yucatáns um 1500

Chactemal, auch Chaktemal oder Ch'aak Temal sowie Chetumal, war ein Fürstentum (Mayathan: cuchcabal) der Maya auf Yucatán während der Postklassik, das bis in die Zeit der Konquista Bestand hatte.

## Beschreibung und Geschichte
Der Name nimmt Bezug auch Chaac, den Regengott des Maya.
Die Jurisdiktion Chactemal befand sich im Südosten Yucatáns. Das Territorium umfasste etwa den Süden des heutigen mexikanischen Bundesstaats Quintana Roo etwa ab der Bucht von Chetumal südlich der Lagune von Bacalar und den Norden Belizes oberhalb des Belize River. Im Norden grenzte Chactemal an das cuchcabal Uaymil, im Süden an die Fürstentümer der den Itzá nahestehenden Ko'woj- und Yalin-Maya in Petén sowie an die Mopan-Maya.
Spätestens seit 2000 v. Chr., also während der gesamten Klassik, war die Region von den Maya besiedelt. Lamanai zählt zu den ältesten und durchgängig bewohnten Zentren. Bedeutender Wirtschaftsfaktor war stets der Handel zwischen dem Binnenland und der Karibikküste. 
Die Entstehung Chactemals als politische Einheit geht auf den Niedergang der sogenannten Liga von Mayapán 1441 zurück. 
Zu Beginn des 16. Jahrhunderts wurde Chactemal von einem Halach Uinik Nachan Can regiert. Dieser war lose mit den Cocom alliiert und somit ein wichtiger Verbündeter von Nachi Cocom gegen die Spanier. Gonzalo Guerrero, der 1511 als Schiffbrüchiger in Yucatán strandete und nach Chactemal versklavt wurde, stieg dort erst zum Nacom auf. Als solcher führte er den lokalen Widerstand gegen die Konquista an. 1531 fand eine spanische Expedition die Stadt Santa Rita Corozal verlassen vor und errichtete dort ihre Garnison, musste jedoch unter schweren Verlusten wenig später abziehen, da die Maya zu einer sehr erfolgreichen Guerillataktik übergegangen waren. Die Region konnte so erst im späten 16. Jahrhundert unterworfen werden. Die meisten Städte, so auch Ichpaatun, wurden bis dahin aufgegeben.